# Martin Kocher
Martin Georg Kocher (13 de setembro de 1973) é um economista, académico e político austríaco que serve como Ministro do Trabalho, Família e Juventude desde janeiro de 2021.